# Мор, Йост де
Йост (Йос) де Мор (нидерл. Joost de Moor; 1548 год  — 8 февраля 1618 года, Флиссинген), также часто называемый Йос де Момпер — нидерландский вице-адмирал XVI века.
Йост был сыном Яна де Мора, первого вице-адмирала Флиссингена.

## Карьера
В 1572 году он как капитан участвовал в первых акциях морских гёзов во Флиссингене. 27 мая 1573 года был убит его отец. Йост сражался против испанского флота в том году у Лилло (Антверпен) и в 1574 году у Реймерсваля во время осады форта Раммекенс; он содействовал снятию осады Лейдена. 1 октября 1586 года он был назначен вице-адмиралом Флиссингена, и поэтому он стал в 1597 году первым вице-адмиралом нового Адмиралтейства Зеландии.

## Сражения
В 1588 году он заблокировал Алессандро Фарнезе в Дюнкерке, чтобы его армия не могла быть переправлена в Англию Непобедимой армадой. В 1600 году он поддерживал государственную армию эскадрой на марше, который закончился битвой у Ньивпорта. 26 мая 1603 года он победил и убил в сражении при Слёйсе Федерико Спинолу, когда он попытался прорваться со своими восемью галерами из Слёйса; его флагманским кораблём был тогда Zwarte Galei.

## Семья
Его сыновья Йосиас и Абрахам были капитанами, а его младший сын Корнелис — лейтенантом. Все они погибли в сражениях.

## Факты
Йост де Мор упоминается в Национальном гимне Зеландии как один из великих героев провинции.